# RS-129
La RS-129 est une route locale qui relie le Centre-Est au Nord-Ouest de l'État du Rio Grande do Sul, la municipalité de Taquari, depuis l'embranchement avec la BR-287 à celle de David Canabarro, à la jonction avec la RS-434. Elle est longue de 182 km et est d'état inégal. De Guaporé à Encantado, elle est soumise à concession privée. Elle dessert les communes de Taquari, Bom Retiro do Sul, Estrela, Colinas, Roca Sales, Encantado, Muçum, São Valentim do Sul, Dois Lajeados, Guaporé, Serafina Corrêa, Casca, São Domingos do Sul, Vanini et David Canabarro.